# Le Roman d'un tricheur
Le Roman d'un tricheur es una película francesa de Sacha Guitry, producida y estrenada en 1936, siendo una adaptación de la novela de Guitry, Mémoires d'un tricheur.

## Sinopsis
Sentado en la terraza de un café, un hombre escribe sus memorias: cuenta cómo su destino quedó definitivamente sellado cuando, a los doce años, debido a que había robado dinero de la caja de la tienda familiar para comprar canicas, estaba privado de la cena. Esa misma noche, toda su familia murió envenenada mientras comía un plato de champiñones. Mueren sus padres, hermanos, tío y abuelos. El inescrupuloso primo de su madre se hace cargo de él y usa su herencia para su propio beneficio. Por lo tanto, al joven le parece que la deshonestidad paga.
Se escapa y trabaja en varios trabajos, como portero y botones de hotel. En París, se ve envuelto involuntariamente en un complot para asesinar al visitante zar Nicolás II de Rusia por su compañero de restaurante Serge Abramich. Sin embargo, una carta anónima (que el tramposo insinúa que él escribió) conduce al arresto de Abramich y los otros conspiradores.
Como operador de ascensor en el Hôtel de Paris en Mónaco, el tramposo llama la atención de la condesa mucho mayor, con quien tiene una breve aventura (por casualidad, se reencuentran en el presente en el café, aunque la ahora anciana condesa no reconoce a su examante, para su alivio). Luego, se ve envuelto en la Primera Guerra Mundial, donde es herido casi de inmediato, pero es rescatado por Charbonnier, un compañero soldado que pierde su brazo derecho como resultado, y logra escapar de la guerra. Ya de civil, es recogido por una bella mujer en un restaurante. Después de pasar la noche juntos, confiesa que es una ladrona profesional. Ella lo alista para robarle un anillo a un joyero mediante un engaño. Aunque tienen éxito, él se escapa después y regresa a trabajar como crupier.
Después de pasar por otras situaciones donde realiza trampa para obtener ganancias, engaña a Charbonnier en el bacará antes de reconocer a su benefactor. Afortunadamente, empatan, pero él está tan avergonzado que deja de hacer trampa. Acto seguido, su amigo lo contagia de su vicio, los juegos del azar, por lo cual el tramposo pierde todo su dinero malhabido.
Volviendo al presente, la condesa finalmente reconoce a su antiguo amante y trata de reclutarlo para que la ayude a robar la casa al otro lado de la calle. El tramposo se niega, explicando primero que era su antiguo hogar y segundo que desde entonces se ha embarcado en el único trabajo honesto que utiliza sus habilidades, el de oficial de seguridad.

## Reparto
- Sacha Guitry como el tramposo;
  - Serge Grave como el tramposo (niño);
  - Pierre Assy como el tramposo (joven);
- Jacqueline Delubac como Henriette; la esposa del tramposo;
- Marguerite Moreno como la condesa Beauchamp de Bourg de Catinax;
  - Elmire Vautier como la condesa Beauchamp (joven);
- Pauline Carton como Madame Morlot, la esposa del primo;
- Rosine Deréan como la ladrona profesional;
- Fréhel como la cantante pelirroja;
- Roger Duchesne como Serge Abramitch;
- Henri Pfeifer como el señor Charbonnier;
- Pierre Labry como el maître Morlot, el notario y el primo;
- Gaston Dupray como el camarero;
- Adolphe Borchard como el pianista que grita;
- Fernand Trignol como el sacerdote;
- Roger Royer como un jugador.

## Producción
La mayor parte de la película se desarrolla en flashback, con una narración en off de Guitry (en su papel del tramposo) en la que también habla el diálogo de los otros actores. Solo en las escenas del «presente» hay diálogos hablados por otros actores (en particular, Marguerite Moreno). Esta técnica de narración en off que interpreta la acción tiene ecos del explicador cinematográfico que a veces se utilizaba para narrar películas mudas, y también se ha visto como un modelo para el tipo de narración utilizado por Orson Welles en The Magnificent Ambersons. Guitry también usó la palabra hablada para presentar a los actores y técnicos a medida que se presentan en cámara al comienzo de la película, en lugar de los créditos impresos convencionales.

## Recepción
El estreno de la película, hoy considerada un hito en la historia del cine, suscitó críticas bastante variadas en su momento, el 19 de septiembre de 1936: para la revista Cinéopse, fue una «película algo larga y paradójica», y según Lucie Derain en La Cinématographie française fue «concebida y compuesta como una película muda, con muy buenos resultados técnicos y muy bien estructurada». Gaston Modot, en Ciné Liberté escribe «Le Roman d'un tricheur, que luego resulta no serlo, tarda mucho en desenvolverse». Solo más tarde la película de Guitry fue reconocida por completo, considerada una obra maestra por Orson Welles y François Truffaut, y alabada por los cineastas de la Nouvelle vague.
La película se estrenó en el Reino Unido y Estados Unidos y tuvo un éxito significativo. En Londres, un crítico del The Times comentó sobre su elaborada estructura narrativa: «Como siempre, cuando se superan las dificultades y desventajas de una técnica restrictiva, hay un efecto de unidad y precisión que la libertad a menudo no puede dar». Cuando la película se estrenó en el Academy Cinema de Londres en septiembre de 1937, estuvo en cartelera durante cuatro meses. En todo el Reino Unido se proyectó en 400 cines. En los Estados Unidos, un crítico del The New York Times la describió como «ingeniosa, descarada, moralmente subversiva» y comentó: «Sólo un hombre con el descaro de Guitry podría haber logrado hacer de The Story of a Cheat la película inteligente que es».
Le Roman d'un tricheur es una de las cien películas más importantes del cine, elegida por una selección de 78 especialistas, la mayoría franceses, reunidos en 2008 por Claude-Jean Philippe.